# Kreisgrabenanlage Belleben I

Plan der Kreisgrabenanlage Belleben I

Die Kreisgrabenanlage Belleben I ist eine Kreisgrabenanlage der jungneolithischen Baalberger Kultur bei Belleben, einem Ortsteil von Könnern im Salzlandkreis, Sachsen-Anhalt.

## Lage
Die Kreisgrabenanlage liegt östlich der Landesstraße 151 auf halber Strecke zwischen Belleben und Gerbstedt und damit auch unmittelbar an der Grenze des Salzlandkreises und des Landkreises Mansfeld-Südharz. Etwa 500 m nordnordwestlich befindet sich die Kreisgrabenanlage Belleben II, etwa 2 km westsüdwestlich die Kreisgrabenanlage Lodderstedt.

## Forschungsgeschichte
Die Anlage wurde bei einer Luftbildprospektion des Landesamtes für Denkmalpflege und Archäologie Sachsen-Anhalt entdeckt. 2005 erfolgte eine erste Probegrabung durch das Institut für Kunstgeschichte und Archäologien Europas der Martin-Luther-Universität Halle-Wittenberg unter der Leitung von André Spatzier. Hierbei wurde im Südwesten der Anlage eine Grabungsfläche von 25 × 12 m ausgehoben und der Graben auf einer Länge von 26 m untersucht.  2009 wurde die komplette Anlage geomagnetisch untersucht. Hieran schloss sich im Rahmen eines Schwerpunktprogramms der Deutschen Forschungsgemeinschaft zwischen 2009 und 2011 eine in drei Kampagnen durchgeführte Grabung des Instituts für Kunstgeschichte und Archäologien Europas der Martin-Luther-Universität Halle-Wittenberg unter der Leitung von Oliver Rück an. 2009 wurde dabei der komplette östliche Teil der Anlage geöffnet. 2010 wurden die Untersuchungen in diesem Bereich fortgesetzt und beendet. 2011 wurde zunächst der südwestliche und nach dessen Wiederverfüllung der nordwestliche Teil des Kreisgrabens erforscht.

## Befunde
Neben dem eigentlichen Kreisgraben wurden 60 mit diesem in Zusammenhang stehende Befunde entdeckt. Hierzu zählen 17 Pfostengruben, sieben Pfostengruben mit Pfostenstandspur, 27 Gruben mit dreieckförmigem Profil sowie neun weitere Gruben, darunter drei besonders große nahe dem Eingang der Kreisgrabenanlage. Hinzu kommen zwei Grubenreihen der späten Bronze- oder frühen Eisenzeit.

### Der Kreisgraben
Die Anlage ist nicht exakt kreisförmig, sondern weist eine leicht unregelmäßig ovale Form mit nordost-südwestlicher Orientierung auf. Zudem ist sie nicht genau elliptisch gegraben worden, sondern setzt sich aus 14 relativ gerade verlaufenden Einzelsegmenten zusammen. Ihr maximaler Durchmesser in Nordost-Südwest-Richtung beträgt 99,83 m, ihr minimaler Durchmesser in Nordwest-Südost-Richtung 86,81 m. Der Graben hat eine Länge von 292,80 m und umschließt ein Areal von 6050 m². Er ist als Sohlgraben angelegt, wobei der Querschnitt stark schwankt und von trichter- bis wannenförmig reicht. Der Graben hat eine Breite zwischen 1,20 m und 3,36 m. Seine Tiefe beträgt im normalen Verlauf zwischen 0,80 m und 1,60 m. An vier Stellen weist er allerdings Wannen mit einer Länge von einigen Metern auf, die eine maximale Tiefe von 1,70 m unter Planum aufweisen. Im westlichen Grabenabschnitt wurden zudem zwei Schwellen festgestellt, die nur 0,50 m unter Planum liegen. Genau im Osten wird der Graben von einem 5,80 m breiten Durchgang unterbrochen. Eine Torkonstruktion oder ähnliches konnte nicht festgestellt werden. Die Verfüllung des Grabens besteht aus humosem Erdreich. Im unteren Bereich fanden sich erosionsbedingte Lößverstürze. Die Stratigraphie der Verfüllung deutet auf eine einphasige Errichtung des Grabens hin. Im Querprofil des südlichen Grabenkopfes wurden Stufen festgestellt, die wohl ein Betreten des Grabens ermöglichten.

### Die großen Gruben
Westlich des Eingangs und seitlich eines gedachten Wegs zum Zentrum der Anlage liegen drei große Gruben, die untereinander eine recht auffällige Größenabstufung von groß über mittel zu klein aufweisen. Die größte der drei Gruben besaß Stufen mit einer Höhe zwischen 10 und 15 cm. Sie wies außerdem mehrere künstliche Planierschichten auf, die sich als helle Lößbänder in der ansonsten dunklen, humosen Verfüllung abzeichneten. Aus den drei Gruben stammen etwa zwei Drittel des gesamten Fundmaterials der Kreisgrabenanlage: 65 % der Keramik, 62 % der Knochen und 68 % der Silices (siehe unten). Durch das Fundmaterial ist erwiesen, dass die Gruben gleichzeitig mit dem Kreisgraben entstanden sind. Zum einen fallen mittels Radiokarbonmethode datierte Tierknochen aus dem Graben und aus den Gruben in das gleiche Zeitfenster. Zudem konnten Scherben aus dem Kreisgraben und aus der größten der drei Gruben derselben Gefäßeinheit zugeordnet werden.

### Befunde mit dreieckförmigem Profil
Eine nur schwer zu interpretierende Befundkategorie stellen eine Gruppe von 27 Gruben dar, die im Planum meist eine länglich-schmale und im Profil eine dreieckige Form aufweisen. Sie haben im Planum eine Länge zwischen 0,50 m und 1,60 m und eine Breite zwischen 0,45 m und 0,90 m Zumindest in einige dieser Gruben scheinen ursprünglich schräg stehende Pfosten eingelassen gewesen zu sein. Die Verteilung dieser Gruben innerhalb der Anlage scheint nicht zufällig zu sein. Eine von ihnen befindet sich genau im Schnittpunkt der beiden Geraden zwischen den Minima und den Maxima des ovalen Kreisgrabens. Eine zweite liegt exakt am westlichsten Punkt der Außenseite des Kreisgrabens, eine dritte am südwestlichen Minimum und eine vierte im Nordwesten des Kreisgrabens bei 324°. Mögliche astronomische Bezüge dieser dreieckförmigen Gruben sind bislang nicht genauer untersucht.

### Die Grubenreihen
Bereits im Luftbild war deutlich eine gerade Linie sichtbar, die den Kreisgraben im Süden von Ostnordost nach Westsüdwest verlaufend schneidet. Bei der ersten Grabung 2005 wurde bestätigt, dass es sich um eine spätbronze- oder früheisenzeitliche Grubenreihe (pit alignment) handelt, wie sie in Sachsen-Anhalt häufig vorkommt. Sowohl 2005 als auch bei den großflächigeren Grabungen 2009–2011 wurden nur sehr wenige unspezifische Keramikscherben aus den Gruben geborgen. Eine geomagnetische Prospektion unmittelbar östlich der Grabungsfläche ergab, dass von dieser Grubenreihe eine zweite senkrecht in Richtung Nordnordwest abzweigt.

## Funde
Das Fundinventar der Kreisgrabenanlage ist vergleichsweise überschaubar. Die wichtigsten Kategorien stellen Keramik mit 2318 Scherben (37,4 kg) und Tierknochen mit 2192 Stück (17,7 kg) dar. Hinzu kommen 263 Silices und etwa 70 bis 90 kg Gestein, das nicht aus der Umgebung der Anlage stammt. Ein für die Zeitstellung der Kreisgrabenanlage recht außergewöhnliches Fundstück stellt ein kleines Bronzeröhrchen dar.
Die Funde stammen aus allen Bereichen der Anlage; besonders bei der Keramik, den Tierknochen und den Silices fiel aber eine starke Konzentration im Osten, insbesondere in den drei großen Gruben und den beiden Grabenköpfen auf. Lässt man die Gruben hingegen unberücksichtigt, so fällt bei Keramik und Knochen eine gegensätzliche Fundverteilung auf. Hierbei entfällt 68,5 % der Keramik auf die östliche und 31,5 % auf die westliche Grabenhälfte, bei den Knochen hingegen 39,2 % auf die östliche und 60,8 % auf die westliche Grabenhälfte.

### Keramik
Bei der gefundenen Keramik handelt es sich hauptsächlich um gut belegte Formen der Baalberger Kultur. Vollständige Gefäße wurden nicht gefunden, die Keramik war stark zerscherbt und die einzelnen Fragmente von Gefäßeinheiten lagen zum Teil weit verstreut. Direkt aneinander passende Scherben wurden zum Teil in 72 m Entfernung voneinander gefunden.

### Tierknochen
Der Erhaltungszustand der gefundenen neolithischen Tierknochen ist recht unterschiedlich. Die aus dem Kreisgraben geborgenen Knochen waren größtenteils sehr mürbe, die aus den Gruben waren hingegen meist besser erhalten. Fast der gesamte Bestand (98,85 %) stammt von Haustieren, vor allem vom Rind und von Schaf/Ziege, zum Teil aber auch vom Schwein und vom Hund. Lediglich 1,15 % bzw. acht Knochen und Zahnfragmente stammen von Wildtieren. Dies sind der Feldhase, das Wildpferd, der europäische Biber, der Rothirsch und das Reh. Hinzu kommen einige Schalen der gemeinen Flussmuschel.
Einen besonderen Fund stellt ein im Norden des Kreisgrabens gefundenes, nahezu vollständiges Skelett eines jungen Hundes dar, dem lediglich der Schädel fehlte und zu dem vermutlich Knochenfragmente gehörten, die verlagert in 57 m Entfernung gefunden wurden. Der Hund wies im Brustbereich einen hakenförmigen Silexabschlag auf, der vermutlich zum Ausweiden, vielleicht auch zum Abtrennen des Schädels verwendet worden war. Wahrscheinlich handelt es sich bei dem Hundeskelett um eine rituelle Niederlegung. Hundeopfer sind auch von anderen Kreisgrabenanlagen bekannt.
Auch bei einigen Rinderknochen scheint es sich um rituelle Deponierungen zu handeln, etwa bei einer Gruppe von Knochen unmittelbar über dem Hund oder bei Teilen eines Torsos, der an einer anderen Stelle gefunden wurde. Ebenso scheint die Verteilung der Rinderschädel und der Hornzapfen nicht zufällig zu sein. Hornzapfen traten gehäuft in den Grabenköpfen und in der größten der drei großen Gruben auf. Aber auch im nordöstlichen bzw. nordwestlichen Teil des Kreisgrabens wurden zwei Hornzapfen gefunden, die auffälligerweise genau auf dem gleichen Breitengrad und beide im Winkel von 32° zum Befund im Zentrum der Anlage lagen. Auch die beiden gefundenen Rinderschädel lagen an besonderen Stellen. Einer befand sich am südwestlichen Scheitelpunkt des Kreisgrabens, der zweite auf der nördlichen der beiden Schwellen im Westen des Grabens.

### Das Bronzeröhrchen
Genau am nordöstlichen Scheitelpunkt des Kreisgrabens wurde ein kleines Röhrchen aus Zinnbronze entdeckt, was für einen jungneolithischen Fundplatz durchaus eine Besonderheit darstellt. Es hat eine Länge von 4,5 cm und eine Dicke von 0,55 cm. Das eine Ende ist zusammengedrückt, das andere abgebrochen. Eine Materialanalyse ergab eine Zusammensetzung aus 86 % Kupfer und 12 % Zinn mit geringen Anteilen von Eisen, Cobalt, Nickel, Zink, Arsen, Selen, Silber, Antimon, Tellur, Blei und Bismut.

## Datierung
Mittels Radiokarbonmethode konnten bereits nach der Probegrabung einige Knochen auf 3650–3360 cal. BC datiert werden. Weitere Untersuchungen an Knochenmaterial der Grabungen ab 2009 erbrachten ein Ergebnis von 3630–3370 cal. BC. Die Anlage kann daher der Spätphase der Baalberger Kultur zugeordnet werden. Sie scheint etwa zeitgleich mit der benachbarten Kreisgrabenanlage Belleben II erbaut und genutzt worden zu sein. Die Belleben I schneidende Grubenreihe kann mangels aussagekräftiger Funde nur allgemein in die späte Bronze- oder frühe Eisenzeit datiert werden.